# Segunda batalla de Fontenay-le-Comte
La Segunda batalla de Fontenay-le-Comte (25 de mayo de 1793) fue un enfrentamiento militar librado en el contexto de la Guerra de la Vendée.

## Antecedentes
Tras su victoria en Fontenay-le-Comte (16 de mayo de 1793), el general republicano Alexis Chalbos (1736-1803) ocupó La Châtaigneraie, poniendo en fuga a los trescientos defensores sin problemas. Los vandeanos estaban desmoralizados tras la derrota, pero sus generales aún no se rendían. Reunieron todas sus fuerzas en Châtillon-sur-Sèvre para lanzar su próximo ataque. El 23 de mayo estaban listos y avanzaron sobre La Châtaigneraie, que el general Chalbos debió abandonar, refugiándose en Fontenay-le-Comte en la noche del 24 al 25 de mayo.

## La batalla
El día 25, a las dos de la tarde, el ejército vandeano se desplegó frente a la ciudad de Fontenay. Louis-Marie de Lescure (1766-1793), Jacques Cathelineau (1759-1793) y Jean-Nicolas Stofflet (1753-1796) ocuparon el flanco izquierdo, Henri de La Rochejaquelein (1772-1794) el ala derecha y Charles de Bonchamps (1760-1793), como comandante en jefe, el centro de la formación; su superioridad numérica era abrumadora, pero estaban mal armados, después de perder la mayor parte de sus armas de fuego, municiones y cañones en la primera batalla por la ciudad. El general Chalbos, en cambio, tenían muchos menos hombres, pues había quedado aislado de la división de Claude François Thomas Sandoz (1756-1804). 
El combate comenzó con el ataque de la división de Bonchamps, las mejores tropas de los vandeanos, armados con fusiles y con uniformes del ejército regular. Presionado por un enemigo mucho más numeroso, el centro republicano entró en pánico y huyó. Chalbos reunió a sus tropas y encabezó una carga con los carabineros a caballo al frente. La Rochejaquelein y Jean-Louis de Dommaigné (1749-1793) encabezaron una contra carga con sus propios jinetes, pero también con apoyo de la infantería. Gran parte del ejército republicano acabó por rendirse. El general Jean-Baptiste Nouvion (1753-1825) defendió con los carabineros montados la retaguardia republicana, permitiendo a los restos del ejército de Chalbos refugiarse en Niort. 

## Consecuencias
Tras una hora de combate los vandeanos se habían hecho con la ciudad. Sin embargo, después de la batalla uno de los prisioneros republicanos logró soltarse, tomar un arma y herir a Bonchamps. Los vandeanos, furiosos, lo lincharon a él y a los prisioneros que tuvieron la mala suerte de estar próximos a aquel. 
Según el relato de los sepultureros locales, el número de republicanos muertos fue de 64. Una carta posterior de Louis Sapinaud La Verrie (1738-1793) daba la cifra de 17 muertos y 65 heridos para los vandeanos, aunque él no participó en la batalla.
Los vandeanos se hicieron con un gran botín. Recuperaron las armas perdidas en la primera batalla incluyendo el famoso cañón Marie-Jeanne –el primero que capturaron, el 16 de marzo, en Coron- y 5.000 fusiles. También liberaron 80 compañeros que habían sido capturados en la primera batalla, muchos de los cuales habían sido condenados a muerte. Respecto de los 3.250 republicanos capturados, fueron desarmados y liberados después de jurar no volver a luchar contra los vandeanos.